# Antonio de Guevara
Antonio de Guevara Noroña (Treceño, c. 1480-Mondoñedo, 3 de abril de 1545) fue un escritor, historiador y eclesiástico español, perteneciente a la orden de los hermanos menores de la regular observancia. Fue uno de los autores más populares del Renacimiento (se ha calculado que sus obras se publicaron durante los siglos XVI y XVII más de 600 veces por toda Europa).

## Biografía

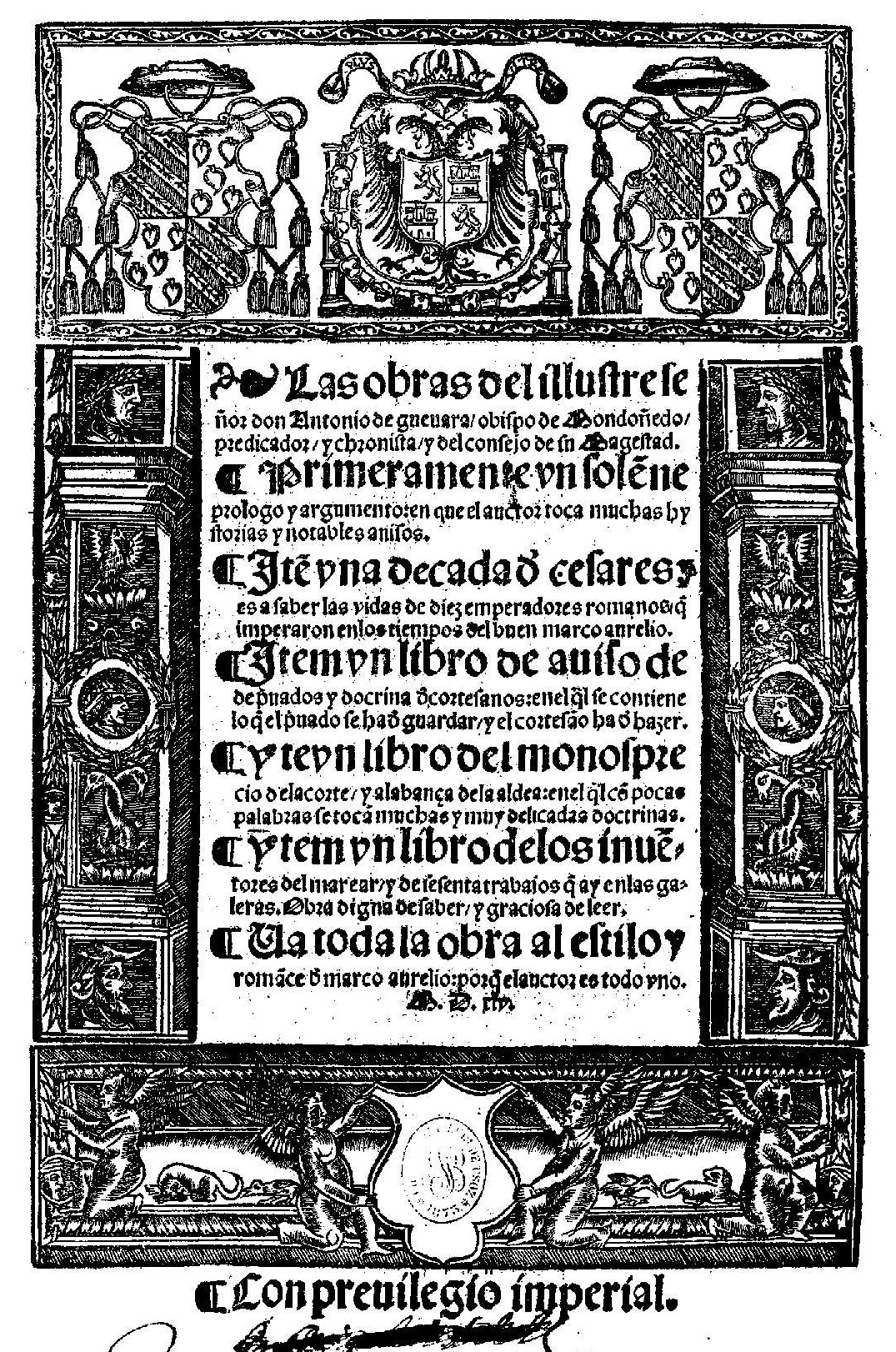
Las obras del illustre señor don Antonio de gueuara ... :primeramente vn solēne prólogo y argumento..., item libro de auiso de p[ri]uados... yte [sic] vn libro del monosprecio de la corte, y alabança de la aldea..., Valladolid, Juan de Villaquirán, 1545. Biblioteca Nacional de España.

Hijo de Juan Beltrán de Guevara —hijo de Beltrán de Guevara, señor de Escalante y de Mencía de Bedoya—y de su esposa Ana o Inés de Ureña, procedía por el lado de su familia paterna de los señores de Guevara y Oñate aunque su abuela paterna y su madre fueron judeoconversas. Fue segundón y como tal se le destinó a la carrera eclesiástica, aunque gracias a los buenos oficios de un tío suyo pudo educarse en la Corte, «do me crie, crescí y viví algunos tiempos, más acompañado de vicios que no de cuidados». Fue primo del embajador Diego de Guevara.

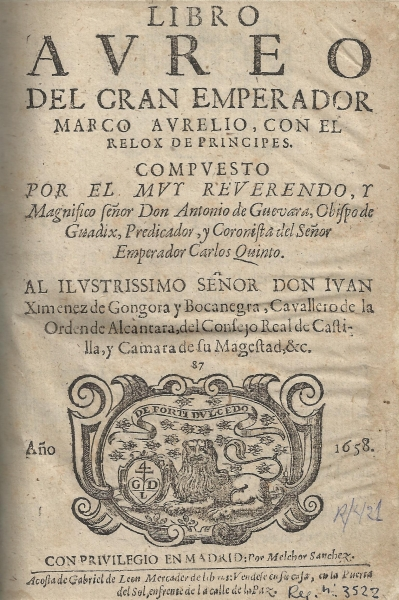
Edición de 1658 del Libro del eloquentíssimo Emperador Marco Aurelio con El Relox de príncipes.

Allí, según él, aunque no se ha podido documentar, fue paje del príncipe don Juan y, muerto este, de la reina Isabel la Católica. Pero como esta falleciera a su vez, profesó en la Orden de San Francisco, en la que ascendió con celeridad: fue guardián de los monasterios de Arévalo y de Soria en 1518, y definidor de su provincia eclesiástica el 11 de noviembre de 1520. El 30 del mismo mes y año se encontraba en Villabrágima como portador de unas provisiones imperiales para terminar la Insurrección de los comuneros con el denominado «razonamiento de Villabrágima»; sin embargo, salió de este encuentro «mal tratado y peor servido». Estuvo, pues, en la Corte del emperador Carlos I durante la Guerra de las Comunidades de Castilla, y este le premió su fidelidad nombrándole predicador real en 1521. Acompañó a su señor en su viaje a Inglaterra en junio de 1522, donde tanto habrían de influir sus obras, y en mayo de 1523 asistió al capítulo general de su orden en Burgos. Durante los años siguientes recorrió varias ciudades de Castilla junto al emperador. 
Se hallaba en Valencia el 10 de mayo de 1525 como miembro de una comisión encargada de convertir a los moriscos de ese reino, participó en la guerra contra los moriscos de la sierra de Espadán y fue herido antes de que se rindieran el 19 de septiembre de 1526. El 7 de diciembre de este año, en Granada, tuvo alguna parte en la redacción de un edicto contra los moriscos. A comienzos de 1527 Carlos V lo nombró su cronista oficial y se trasladó a Valladolid el 27 de junio para participar en la junta de 24 teólogos que debía dictaminar sobre las obras de Erasmo de Róterdam. 
Estuvo en el Consejo del Emperador y es muy posible que le escribiera los importantes discursos que hubo este de pronunciar, primero, ante las Cortes de Monzón en respuesta al desafío de Francisco I (junio de 1528) y, después, en Roma, ante el papa Paulo III en 1536, con motivo de su coronación como emperador. 

## Episcopado

### Obispo de Guadix
El 7 de enero de 1528 es nombrado obispo de Guadix, pero solo en 1529 obtuvo permiso real para marchar a esa diócesis, pese a lo cual todavía continuó acompañando al Emperador en la empresa de Túnez entre 1535 y 1536. Durante este último año se halló en Roma en la ya citada coronación del Emperador y en Nápoles. Asimismo actuó como predicador en el funeral de la Emperatriz (Toledo, 1538). 

### Obispo de Mondoñedo
En 1537 fue proclamado obispo de Mondoñedo, pero la Corte le sustraía continuamente de sus cargos eclesiásticos (y hay que pensar, por lo que se sabe, con bastante gusto suyo) con diversos cometidos, entre ellos vigilar la edición de sus libros. En la Corte escribió su Menosprecio de Corte y Alabanza de Aldea (1539), libro que influyó no solo a autores españoles (Pedro de Navarra, Diferencia de la vida rústica a la noble, 1567) o gallegos, (Coplas en vituperio de la vida de palacio y alabanza de aldea), sino que fue traducido al momento al francés (Lyon, 1542), al inglés (Londres, 1548), al italiano (Florencia, 1601) y al alemán (1604). El 3 de mayo de 1541 promulgó unas Constituciones Sinodales que fueron muy importantes para la historia de la Iglesia mindoniense. 

### Fallecimiento

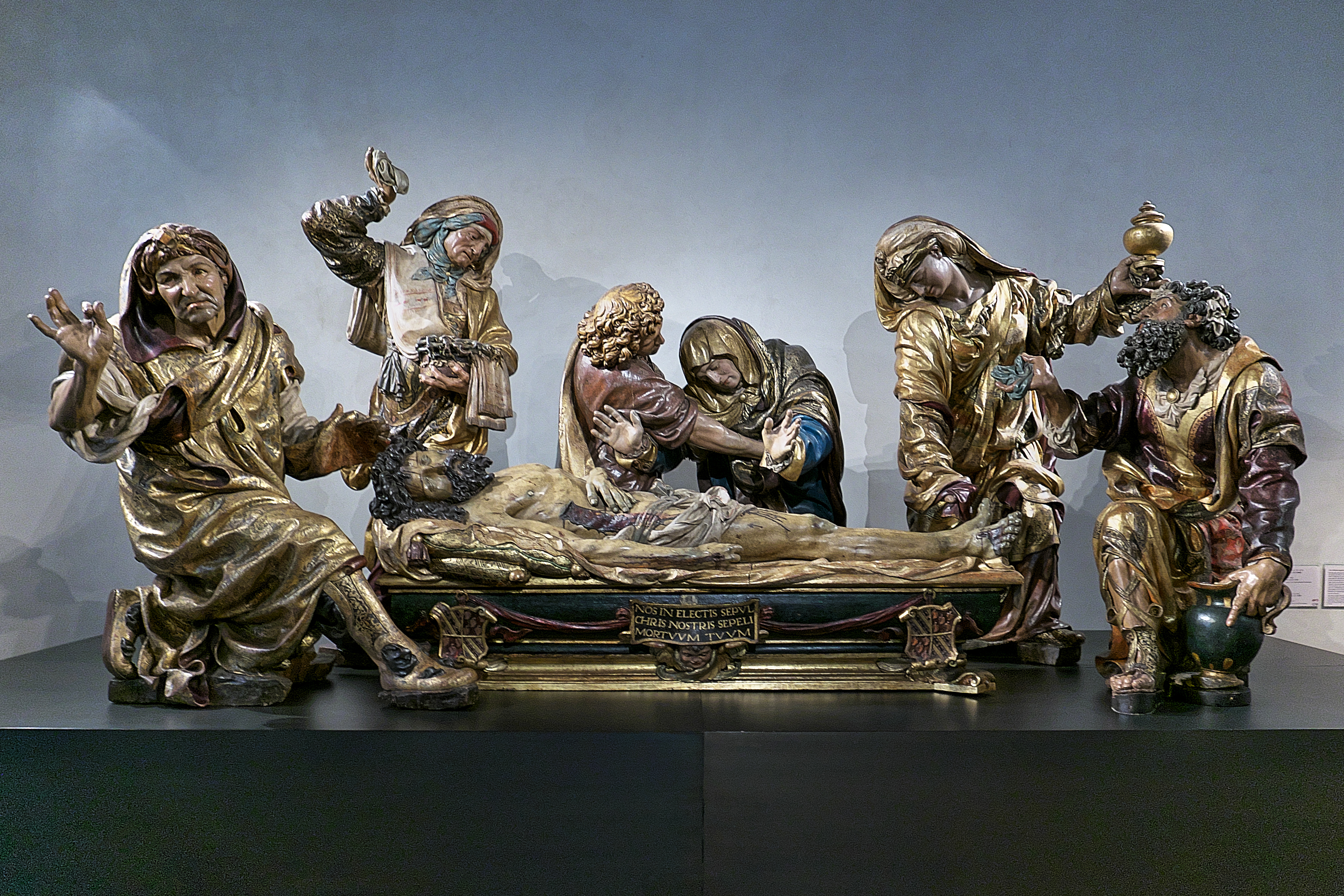
Grupo del Entierro de Cristo, Juan de Juni, destinado al sepulcro de Antonio de Guevara en el Convento de San Francisco (Valladolid)

Falleció en su diócesis, el 3 de mayo de 1545 y fue enterrado en la catedral.

## Evaluación histórica
Su vida religiosa franciscana y su activa y ajetreada vida cortesana disuenan altamente: persiguió constantemente la notoriedad y acusó un gran desorden intelectual que le hizo usar las citas de autores grecolatinos sin preocuparse de asegurar sus fuentes, en su mayoría erróneas, ni de someterlas a crítica; es más, llegó a falsearlas o inventarlas conscientemente. De esta equívoca o falsa erudición fue acusado por doctos humanistas como Pedro de Rúa en unas Cartas censorias, y por Antonio Agustín, Melchor Cano y Pierre Bayle. Su deseo de gloria y fama y su contagioso entusiasmo por las novedades, sin embargo, hacen de él un espíritu plenamente renacentista y actualmente se le estima como un importante precursor del ensayo por sus Epístolas familiares, colección de cartas en prosa, algunas quizá ficticias, de tema variopinto y dirigidas a varios cortesanos y religiosos con el principal propósito de disertar con amenidad sobre cualquier asunto susceptible de ello, lo que de sobra consigue a tal punto que aún hoy se leen con muchísimo gusto y entretenimiento. Caracteriza a Guevara una inagotable curiosidad, el talante humorístico, un absoluto desprecio por la precisión erudita y la intención de educar y moralizar deleitando lo más posible.
Su influencia en la política imperial de Carlos V se refleja en su opinión de que no debían extenderse sus dominios más allá de los territorios que había recibido por herencia. Uno de los libros más influyentes de Guevara ha sido el Relox de príncipes o Libro áureo del emperador Marco Aurelio, donde aparecen intercaladas una serie de epístolas escritas por el emperador romano según los supuestos de la retórica de su tiempo; en esta obra aparece el citadísimo pasaje con la leyenda del villano del Danubio, de gran trascendencia literaria. Del amanerado estilo de este libro han intentado hacer derivar el eufuismo o conceptismo inglés, así llamado por el Euphues de John Lyly.
En efecto, se echa de ver en el estilo retórico de Guevara un característico abuso del homoioteleuton hasta acercarse en algún momento a la prosa rimada; no usa este recurso con la moderación que otros autores de entonces, como Hernando del Pulgar en sus Letras.

## Obras
- Libro áureo de Marco Aurelio (Sevilla, 1528).
- Reloj de Príncipes (Valladolid, 1529).
- Menosprecio de corte y alabanza de aldea (Valladolid, 1539).
- Epístolas familiares (Valladolid, 1539 y 1541).
- Una década de Césares, es a saber: Las vidas de diez emperadores romanos que imperaron en los tiempos del buen Marco Aurelio (Valladolid, 1539).
- Arte del Marear y de los inventores de ella: con muchos avisos para los que navegan en ellas. (Valladolid 1539).
- Aviso de privados y doctrina de cortesanos (Valladolid 1539).
- Oratorio de religiosos y ejercicio de virtuosos (Valladolid, 1542).
- Monte Calvario, primera y segunda parte.